# エンドリッキ・フェリペ・モレイラ・デ・ソウザ
- エンドリッキ・ー
- エンドリック・ー

エンドリッキ・フェリペ・モレイラ・デ・ソウザ（Endrick Felipe Moreira de Sousa, 2006年7月21日 - ）は、ブラジル・ブラジリア出身のサッカー選手。レアル・マドリード所属。ブラジル代表。ポジションはFW。

## クラブ経歴
ブラジリア出身。サッカー選手を志していた父であるドウグラス・ソウザの影響を受け、4歳でサッカーを始めた。8歳でテストに合格し、3年間サンパウロFCの監視下に置かれる。しかし、住まいのあるブラジリアからサンパウロまでは1,000km以上離れており、この点がネックとなってサンパウロFCとの契約は破談となった。
9歳で南米最大規模のジュニア大会である『Go Cup 2016』に参加し、そのプレーの様子を父ドウグラスがYouTube上で公開。すると1週間後にはそのプレーを見たSEパルメイラスやサントスFCからオファーを受けた。パルメイラスは父親の仕事と住居の提供を申し出、貧しい家庭で育ったエンドリッキは両親と抱き合って喜んだ。2016年にパルメイラスのユースチームに加入。
2022年1月に行われた21歳以下の育成年代が出場するコパ・サンパウロに15歳ながら出場。当初レギュラーではなかったが、出場時間294分で6得点を挙げパルメイラスの初優勝に貢献するとともに自身も大会MVPを獲得、準々決勝で決めたペナルティエリア外からのバイシクルシュートでのゴールが大会ベストゴールにも選ばれヨーロッパのビッグクラブから注目を集めた。
2022年5月23日、パルメイラスとプロ契約を結んだことが発表された。契約期間は彼が16歳となる7月21日から3年間。10月6日、カンピオナート・ブラジレイロ・セリエA第30節コリチーバFC戦にて、67分にホニと交代し16歳2ヶ月16日でトップチームデビューを飾り、これはパルメイラス史上最年少でのデビューとなった。10月25日、アトレチコ・パラナエンセ戦でゴールを挙げた。16歳96日での得点はパルメイラス史上最年少記録となった。
2022年12月15日、レアル・マドリードに2024年から加入内定したことを発表した。FIFAの規定により、18歳からの契約となる。移籍金は3500万ユーロにインセンティブを加えれば最大6000万ユーロと報じられ、パルメイラスのレイラ・ペレイラ会長は「ブラジル・フットボール史上最高額の売却だった」と語った。スペインのマルカ紙はロマーリオやロナウドを超える可能性がある」と称している。
2024年8月25日、レアル・バリャドリード戦に途中出場して移籍後初出場を果たすと、試合終了間際に移籍後初ゴールを挙げた。9月17日、UEFAチャンピオンズリーグのVfBシュトゥットガルト戦では、ラウル・ゴンサレスの持つチャンピオンズリーグでのクラブ史上最年少得点記録を更新するゴールを挙げて勝利に貢献した。

## 代表経歴
U-16ブラジル代表として2022年のモンテギュー国際大会に出場した。グループリーグ第1節のU-16メキシコ代表戦で前半4分にゴールを挙げ、この大会でのチーム初得点を記録した。第2節のU-16オランダ代表戦では2ゴール、第3節のU-16イングランド代表戦では1ゴール、決勝のU-16アルゼンチン代表でも1ゴールを挙げるなど4試合で5得点を記録し、大会得点王とMVPを受賞した。
2026年ワールドカップ南米予選のためA代表の招集を受け、2023年11月17日のコロンビア代表戦で82分にハフィーニャとの交代でデビュー。17歳118日と、ブラジル代表史上4番目の若さでのブラジルのA代表デビューとなった。
2024年3月24日のイングランド代表、3月27日のスペイン代表との親善試合で共に得点を挙げ、ペレに次いで2人目となるブラジルA代表において17歳以下で2試合連続ゴールを決めた選手となった。
2024年5月19日、コパ・アメリカ2024に出場するブラジル代表メンバーに選出された。

## 人物
クリスティアーノ・ロナウドを憧れの人物として挙げており、最も完璧なストライカーとしてはカリム・ベンゼマを挙げている。
父ドウグラスはエンドリッキのパルメイラス入団後、サンパウロのバスターミナルで働いていたが、現在はパルメイラス側より仕事の斡旋を受け、現在はクラブのトレーニングセンターで清掃員として働いている。
また、ガブリエウ・マルティネッリなど多くのブラジル人選手を顧客に持つTFMエージェンシーと代理人契約を結んでいる。

## タイトル

### クラブ
パルメイラス
- カンピオナート・ブラジレイロ・セリエA : 2回（2022, 2023）
- スーペルコパ・ド・ブラジル : 1回（2023）
- カンピオナート・パウリスタ : 1回（2023）

レアル・マドリード
- UEFAスーパーカップ：1回（2024)

### 個人
- ボーラ・ジ・プラッタ（年間最優秀新人部門）: 2023年
- ボーラ・ジ・プラッタ（年間最優秀ゴール部門）: 2023年